# Septaleurodicus mexicanus
Septaleurodicus mexicanus es un hemíptero de la familia Aleyrodidae, con una subfamilia: Aleyrodinae.
Septaleurodicus mexicanus fue descrita científicamente por primera vez por Sampson en 1943.